# Michael Cerveris
Michael Cerveris (né le 6 novembre 1960) est un acteur et un musicien américain.

## Biographie
Michael Cerveris est né à Bethesda dans le Maryland et a grandi à Huntington en Virginie-Occidentale. Sa mère, Marsha (née Laycock) était danseuse, et son père, Michael Cerveris était professeur de musique. Ils se sont rencontrés quand ils étaient étudiants à la Juilliard School. Michael a une sœur, Marisa, et un frère, Todd.
En 1979, Michael est diplômé de la Phillips Exeter Academy et en 1983 de l'Université Yale, où il étudie le chant, le lied allemand et les musiques italiennes.
Acteur principal de plusieurs spectacles musicaux à Broadway, Michael Cerveris a interprété le rôle de John Wilkes Booth dans Assassins. Il est apparu dans la comédie musicale Fame et on peut le voir dans le film Tokyo Pop interprétant le rôle d'un chanteur.
Cerveris interprète le rôle principal dans la nouvelle production de Sweeney Todd, du compositeur Stephen Sondheim. La production a eu sa première le 3 novembre 2005.
Il a déjà reçu deux nominations aux Tony Awards. En 2004, il a gagné le prix du meilleur acteur dans un second rôle pour Assassins. Entre 2008 et 2013, il tient le rôle de l'observateur September dans la série télévisée Fringe. En 2011, il apparait dans un épisode de la série Person of Interest.

## Filmographie

### Cinéma
- 2018 : Ant-Man et la Guêpe de Peyton Reed : Elihas Starr
- 2013 : Leaving Circadia d'Evan Mathew Weinstein : Reece
- 2010 : Stake Land de Jim Mickle : Jebedia Loven
- 2010 : Meskada de Josh Sternfeld : Terrence Lindy
- 2009 : L'Assistant du vampire (Cirque du Freak: The Vampire's Assistant) de Paul Weitz : M. Tiny
- 2009 : Brief Interviews with Hideous Men de John Krasinski : sujet no 15
- 2004 : Temptation de Mark Tarlov : Pablo
- 2001 : Le Mexicain (The Mexican) : Frank
- 1998 : Lulu on the Bridge de Paul Auster : un homme au restaurant
- 1992 : A Woman, Her Men, and Her Futon de Michael Sibay : Paul
- 1991 : Rock 'n' Roll High School Forever de Deborah Brock : Eaglebauer
- 1991 : Cœur d'acier (Steel and Lace) d'Ernest D. Farino : Daniel Emerson
- 1990 : Strangers de Danny Cannon : John Reece

### Télévision
- 2019 : Mindhunter : Assistant Directeur Ted Gunn[1]
- 2018 : Elementary - saison 6, épisode 15 :
- 2018 : Mosaic : Tom Davis
- 2017 : Gotham : Professeur Pyg
- 2013-... : The Good Wife : Cook County State's Attorney
- 2011-2012 : Treme - 6 épisodes : Marvin Frey
- 2011 : Person of Interest - Saison 1, épisode 5 : Jarek Koska
- 2008-2013 : Fringe : Septembre, l'observateur
- 2008 : New York, section criminelle (Law & Order: Criminal Intent) - Saison 7, épisode 5 : Greg Stipe
- 2005 : Live from Lincoln Center - Épisode 110 : Giorgio
- 2004 : Dr Vegas (Dr. Vegas) - Saison 1, épisode 6 : Nick Crowley
- 2002 : Emma Brody - 6 épisodes : Gary Forbush
- 2001 : Les Experts (CSI: Crime Scene Investigation) - Saison 1, épisode 23 : Syd Booth Goggle
- 1993 : Dream On - Saison 4, épisode 12 : Bobby Krull
- 1991 : Joe Bob's Drive-In Theater - Épisode 7
- 1991 : Code Quantum - Saison 3, épisode 17 : Nick
- 1990 : 21 Jump Street - Saison 5, épisode 2 : Ray
- 1990 : Gabriel Bird ( Gabriel Bird's Fire) - Saison 1, épisode 3 : Culp
- 1989 : Equalizer (The Equalizer) - Saison 4, épisode 20 :  Nick Kaminsky
- 1988 : Equalizer (The Equalizer) - Saison 3, épisode 19 : Frank Fipps
- 1986-1987 : Fame - Saison 6 : Ian Ware

## Pièces de théâtre et comédies musicales
- 1983 : Macbeth de William Shakespeare : Malcolm
- 1984 : Life is a Dream : Astolfo
- 1988 : Eastern Standard de Richard Greenberg : Peter Kidde
- 1993 : The Who's Tommy de Pete Townshend et Des McAnuff : Tommy, âgé de 18è20 ans / narrateur
- 1997 : Titanic (comédie musicale) de Maury Yeston et Peter Stone : Thomas Andrews
- 2000 : Hedwig and the Angry Inch de John Cameron Mitchell et Stephen Trask : Hedwig
- 2004 : Assassins de Stephen Sondheim, livret de John Weidman : John Wilkes Booth
- 2005 : Sweeney Todd, the Demon Barber of Fleet Street de Stephen Sondheim, livret de Hugh Wheeler : Sweeney Todd
- 2005 : The Apple Tree de Jerry Bock, livret de Sheldon Harnick : Snake
- 2007 : LoveMusik d'Alfred Uhry : Kurt Weill
- 2007 : Cymbeline de William Shakespeare : Posthumus
- 2007 : Le Roi Lear de William Shakespeare : Kent
- 2008 : Road Show de Stephen Sondheim, livret de John Weidman : Wilson Mizner
- 2009 : Hedda Gabler de Henrik Ibsen : Jørgen Tesman
- 2009 : In the Next Room de Sarah Ruhl : Dr. Givings
- 2011 : Nine Lives: A Musical Adaptation Live de John Sanchez
- 2012 : Evita de Tim Rice et Andrew Lloyd Webber : Juan Perón